# Bensinstationen i Skovshoved

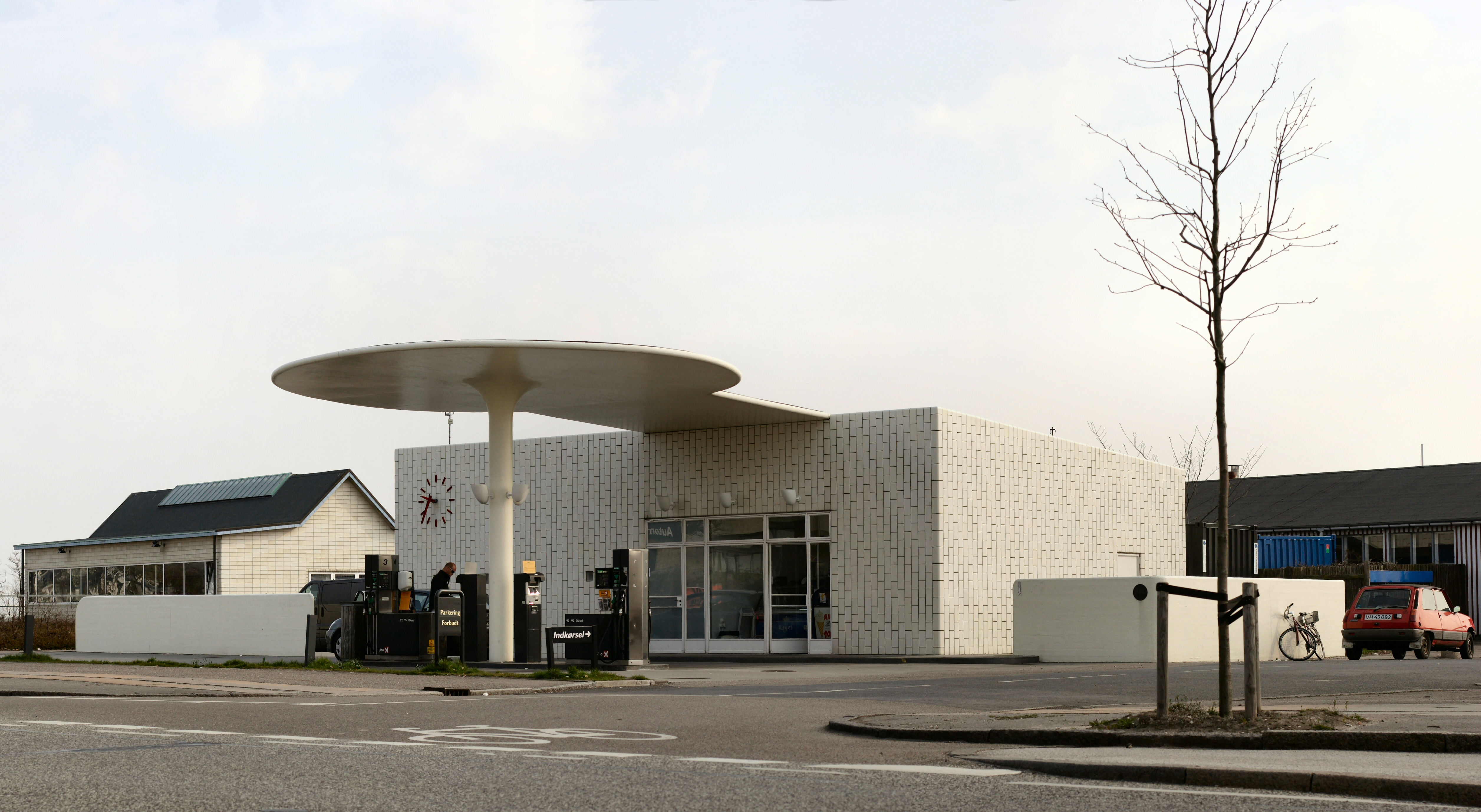
Bensinstationen i Skovshoved

Bensinstationen i Skovshoved (danska: Skovshoved tankstation) är en bensinstation på Kystvejen 24 vid Skodshoved Havn i Skovshoved norr om Köpenhamn, som är uppförd 1936 i funkis-stil efter ritningar av Arne Jacobsen. 
Arne Jacobsen har använt samma formgivningselement som i sin stol Myran, där ryggens utformning kan kännas igen i bensinstationens skärmtak. Väggarna är täckta av vit klinker, murade stående.
Bensinstationen uppfördes som bemannad station med servicehall för Texaco och är numera automatstation för Uno-X samt glassbar. Den blev byggnadsminne och renoverades 2002.

## Bildgalleri

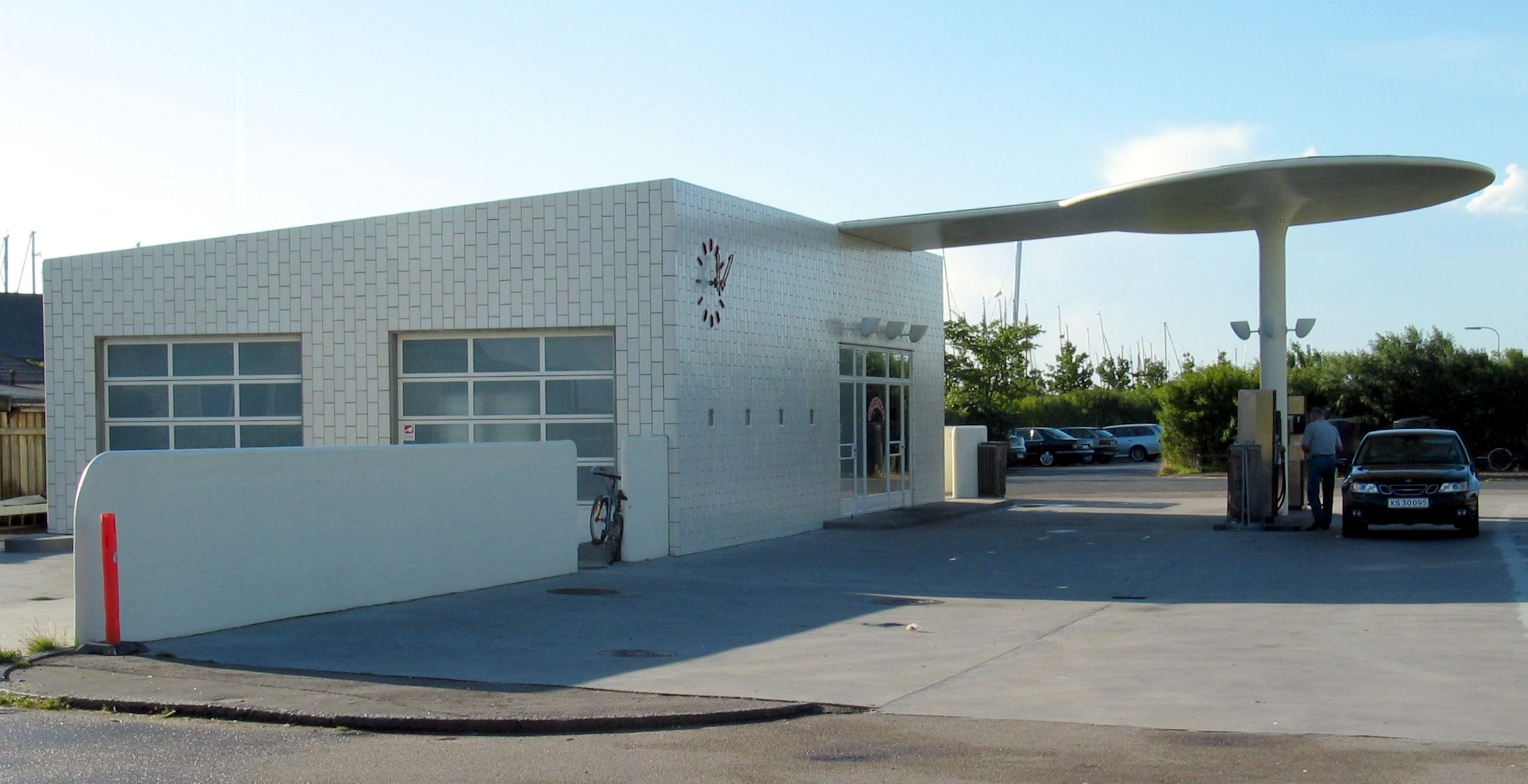
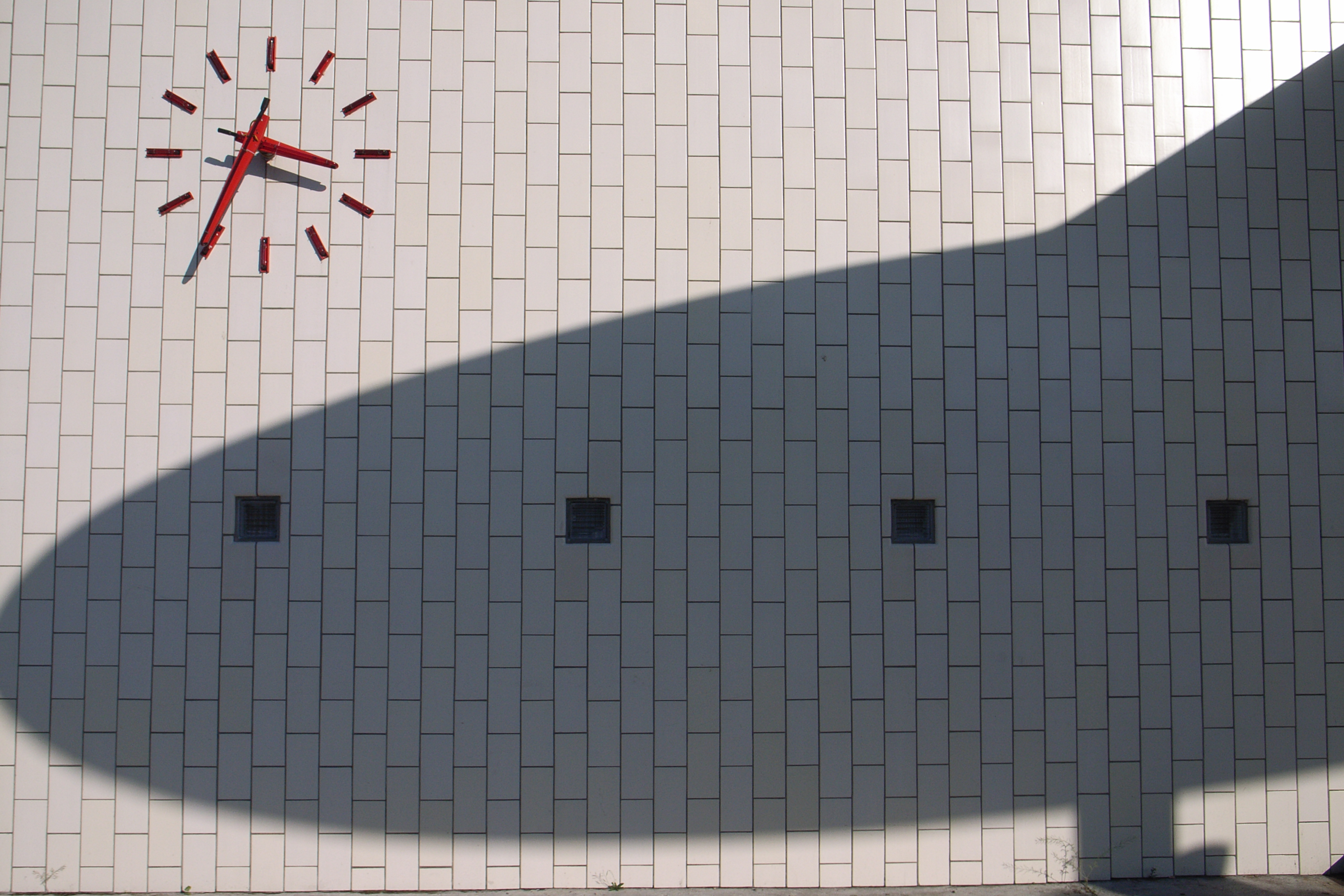